# Maximiliano Serrano
Maximiliano Serrano (Buenos Aires, Argentina, 5 de agosto de 1988) es un futbolista argentino. Juega de defensor en Talleres (RdE).

## Clubes
| Club                   | País      | Año             |
| ---------------------- | --------- | --------------- |
| Defensores de Belgrano | Argentina | 2008 - 2015     |
| Almirante Brown        | Argentina | 2016 - 2018     |
| Acassuso               | Argentina | 2018 - 2019     |
| Talleres (RdE)         | Argentina | 2019 - Presente |

- Datos: Q30905399